# Тончо Пешев
Тончо Йосифов Пешев е български електроинженер.

## Биография
Роден е през 1889 г. в Орхание. В 1909 г. завършва Военното училище в София, а през 1924 г. електротехника във Висшето техническо училище в Брауншвайг, Германия. Участва в Балканската и Първата световна война. От 1928 до 1934 г. е ръководител на ВЕЦ „Пастра“ и ВЕЦ „Рила“. През 1934 – 1944 г. е директор на трамваите и осветлението в София. В периода 1944 – 1947 г. е технически ръководител на фабриката за гумени изделия „Бакиш“. През 1948 – 1953 г. е началник отдел в ДСО „Енергообединение“ – София, а в 1953 – 1955 г. е служител в ДСО „Монтажи“. Умира през 1969 г. в София.
Личният му архив се съхранява във фонд 1562К в Централен държавен архив. Той се състои от 14 архивни единици от периода 1897 – 1977 г.